# رونالد روبرتس (كرة سلة)
رونالد روبرتس (بالإنجليزية: Ronald Roberts)‏ مواليد 5 أغسطس 1991 في بايون، نيوجيرسي، هو لاعب كرة سلة أمريكي. بدأ مسيرته الاحترافية في سنة 2014. يبلغ طوله 6 قدم 8 بوصة (2.0 م). لعب مع سان ميغيل بيرمن ونادي طوفاس الرياضي.

## روابط خارجية
- رونالد روبرتس على موقع سبورتس رفرنس (الإنجليزية)
- رونالد روبرتس على موقع كرة السلة الأوروبية.كوم (الإنجليزية)
- رونالد روبرتس على موقع كلية كرة السلة في سبورتس رفرنس.كوم (الإنجليزية)
- رونالد روبرتس على موقع ريلجم (الإنجليزية)
- رونالد روبرتس على موقع بروبوليرز (الإنجليزية)
- رونالد روبرتس على موقع سبورتس رفرنس (الإنجليزية)
- رونالد روبرتس على موقع سبورتس رفرنس (الإنجليزية)